# Herbert Léonard
Hubert Lœnhard (Estrasburgo, 25 de febrero de 1945-Fontainebleau, Sena y Marne; 2 de marzo de 2025), conocido artísticamente como Herbert Léonard, fue un cantante y actor francés.

## Trayectoria artística
Su primer éxito Quelque chose tient mon cœur le abrió las puertas del hit-parade en 1968. El cantante del tema Pour le plaisir experimentó el éxito en los años 80 con sus sensuales canciones. Su álbum de 1982 Ça donne envie d’aimer, y el canto Amoureux fous, a dúo con Julie Pietri, perpetuaron su imagen de crooner. Por otra parte, también fue especialista en aviones rusos de la Segunda Guerra Mundial. 

## Discografía
- Si je ne t'aimais qu'un peu (1967)
- Quelque chose tient mon cœur (1968)
- Tel quel (1969)
- Trois pas dans le silence (1971)
- Grands succès (1977)
- Pour le plaisir (1981)
- Ca donne envie d'aimer (1982)
- Commencez sans moi (1984)
- Mon cœur et ma maison (1985)
- Laissez-nous rêver (1987)
- Olympia (1988)
- Je suis un grand sentimental (1989)
- Herbert Léonard (1991)
- Une certaine idée de l'amour (1993)
- Notes intimes (1995)
- Le meilleur de Herbert Léonard (1998)
- Si j'avais un peu d'orgueil (1998)
- Ils s'aiment (2000)
- Génériquement vôtre (2001)
- Aimer une femme (2002)
- Entre charme et beauté (2004)
- Déclarations d'amour (2012)
- Mise à jour (50 ans de carriére) (2016)